# Winston Kout

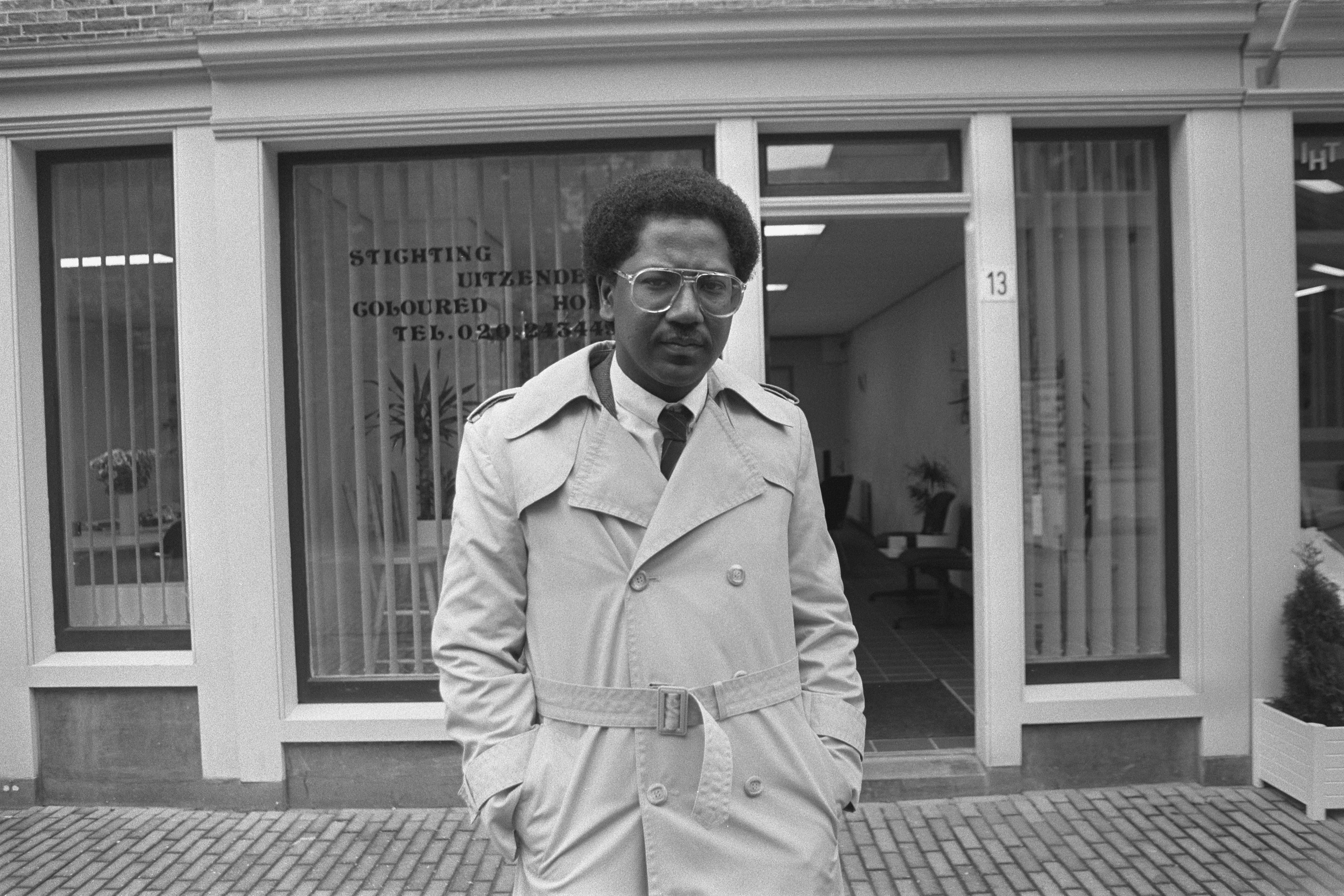
Winston Kout voor zijn uitzendbureau in 1986

Winston Kenneth Kout, (Paramaribo 9 april 1955 – aldaar 13 oktober 2020) was een Surinaams Nederlandse ondernemer en maatschappelijk actief voor het Surinaamse belang.
In 1984 begon Winston Kout met het uitzendbureau Coloured Holland dat zich bezighield met arbeidsbemiddeling voor donkere mensen in Nederland. Daarnaast was Kout betrokken en maatschappelijk actief in de Surinaamse gemeenschap in Nederland. Winston Kout was voorzitter van het Comité 30 juni/1 juli wat sinds 1993 aandacht vraagt voor het Nederlandse slavernijverleden en de huidige relatie tussen Nederland en Suriname en de Antillen. Ook legde hij de basis voor een professionalisering van het van origine Surinaamse Kwakoe festival in Amsterdam Zuid Oost. Tot slot heeft Kout zich hard gemaakt om het AOW-gat van (oud) rijksgenoten uit Suriname te laten repareren.

## Biografie
Winston Kout groeit op in een gezin van zeven in de wijk Frimangron. Zijn vader was aannemer en opzichter bij een bouwbedrijf, zijn moeder was schoonmaakster. Wat later verhuist het gezin naar de wijk Latour waar Winston Kout zijn vader ook meehielp bij het bouwen van de nieuwe woning. Kout volgt zijn middelbare school aan de Algemene Middelbare School. Kout werkt enige tijd als assistent accountant bij Moret & Limperg in Paramaribo voordat hij in 1978 met vrouw en kind naar Nederland vertrekt. In Nederland gaat Kout fiscaal recht in Leiden studeren.

## Coloured Holland
In 1984 start hij met vrienden Marcel Codfried en Romeo Elbers het uitzendbureau Coloured Holland, met een destijds unieke doelgroepbenadering. De eerste verstiging opent op 27 maart 1986. Begin jaren 90 gold het bedrijf als succesvoorbeeld van allochtoon ondernemerschap. Het kantoor in het voormalige Handelsbladgebouw in Amsterdam werd in 1991 geopend door premier Lubbers. Een tweede vestiging van Coloured Holland bevindt zich in Den Haag, de woonplaats van Kout. Inmiddels bevindt zich ook in Arnhem een vestiging. Voor Kout was Coloured Holland van belang om de uitzendbureaus wakker te schudden:
Als het personeel van een bedrijf er wat betreft kleur en afkomst ongeveer net zo uitziet als de mensen buiten op straat, dan komt dat alleen maar ten goede aan het product en het imago, en dus aan het hele bedrijf, is de boodschap van Coloured Holland.

## Kwakoe festival
In 1989 raakt Kout als bestuurslid betrokken bij het Kwakoe Jongeren Centrum. Vanaf 1998 tot 2008 is hij voorzitter van de stichting Kwakoe Events die jaarlijks het Kwakoe Zomerfestival in het Bijlmerpark in Amsterdam Zuid-Oostorganiseerde. Het festival heeft zich in deze tijd ontwikkeld van een Surinaams evenement tot een van de belangrijkste multiculturele evenementen in Nederland wat honderdduizenden bezoekers naar de Bijlmer bracht.

## 30 juni/1 juli comité
Vanaf de jaren negentig was Kout betrokken bij de herdenking van de afschaffing van de slavernij aan het Surinameplein. Hij werd voorzitter van het Comité 30 juni/1 juli. Het comité neemt afstand van het Nationaal monument slavernijverleden en wil meer dan alleen het slavernijverleden herdenken. Erkenning van de historische en daarmee ook toekomstige banden tussen Nederland, Suriname en de Nederlandse Antillen staan voorop. Kout en het comité zijn van mening dat de Nederlands morele schuld ook financiële consequenties moet hebben. Een ruimere AOW-regeling voor Surinamers en Antillianen zou daar onderdeel van moeten zijn. Uiteindelijk komt er op het Surinameplein een tweede monument. In 2002 wordt daar de Levensboom onthuld. Een plek waar jaarlijks mensen samen komen om de Ceremonie van Besef bij te wonen om zo de lotsverbondenheid ten gevolge van de slavernij in de voormalige Nederlandse koloniën uit te dragen.

## AOW-gat
Als voorzitter van het 30 junicomité maakte Kout zich via kanalen vanuit de vakbond, hard bij de Nederlandse politiek, om tot een regeling te komen voor het AOW-gat. Duizenden Surinaamse ouderen ontvangen een lager basispensioen omdat ze officieel minder dan 50 jaar in Nederland hebben gewoond. Dit AOW-gat is terug te voeren tot de onafhankelijkheid van Suriname in 1975. Kort na zijn overlijden wordt het onderwerp ook behandeld in de Tweede Kamer. Als een gevolg hiervan is op 1 april 2021 een commissie van wijzen ingesteld door de ministerraad om een juridisch advies voor te bereiden op een 'onverplichte tegemoetkoming ouderen van Surinaamse herkomst'. 

## Onderscheiding
Kout werd door Suriname onderscheiden als ridder van de Ere-Orde van de Gele Ster in 2001. 

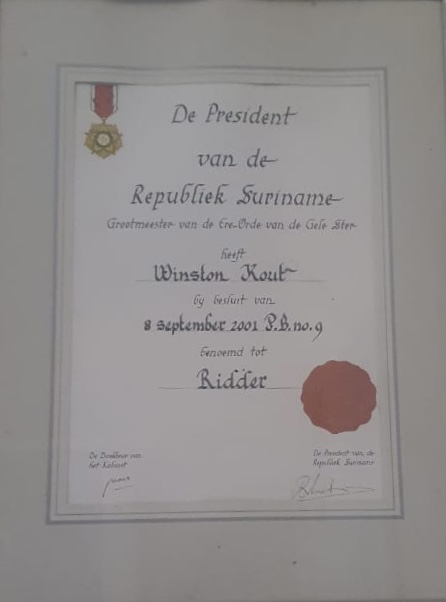
Oorkonde van Winston Kout - ridder van de orde van de gele ster